# ملفين إجيم
ملفين إجيم (بالإنجليزية: Melvin Ejim)‏ مواليد 4 مارس 1991 في تورونتو، هو لاعب كرة سلة محترف كندي بدأ مسيرته الاحترافية في سنة 2014 يلعب في ليغا باسكيت الدرجة الأولى ويحمل الرقم 3. يبلغ طوله 6 قدم 7 بوصة (2.0 م). لعب مع فيرتوس روما في ليغا باسكيت الدرجة الأولى.

## روابط خارجية
- ملفين إجيم على موقع الاتحاد الدولي لكرة السلة (الإنجليزية)
- ملفين إجيم على موقع الدوري الأوروبي لكرة السلة (الإنجليزية)
- ملفين إجيم على موقع الدوري الإسباني لكرة السلة (الإسبانية)
- ملفين إجيم على موقع كرة السلة الأوروبية.كوم (الإنجليزية)
- ملفين إجيم على موقع كلية كرة السلة في سبورتس رفرنس.كوم (الإنجليزية)
- ملفين إجيم على موقع ريلجم (الإنجليزية)
- ملفين إجيم على موقع بروبوليرز (الإنجليزية)
- ملفين إجيم على موقع سبورتس رفرنس (الإنجليزية)
- ملفين إجيم على موقع سبورتس رفرنس (الإنجليزية)